# Штегеман, Ойген
Ойген Штегеман (нем. Eugen Staegemann; 13 ноября 1845, Фрайенвальде — 11 марта 1899, Дюссельдорф) — немецкий актёр и театральный режиссёр. Брат певца и режиссёра Макса Штегемана; по матери принадлежал также к театральной династии Девриентов.

## Биография
Ученик своего дяди Эдуарда Девриента. Под его руководством в 1863 году дебютировал в Карлсруэ, затем выступал на сценах Бремена, Майнингена, Ганновера, в гамбургском театре «Талия» (1869), во Франкфурте-на-Майне и т. д. В 1888 г. поступил актёром и режиссёром в труппу новосозданного берлинского Театра Лессинга. С 1891 г. возглавлял Дюссельдорфский городской театр. Был женат на актрисе Иде Валеске Штегеман (урождённой Каульбах; 1848—1905), выступавшей с ним на одних сценах и руководившей Дюссельдорфским театром в течение последующего сезона.